# Kiki Bertens
Kiki Bertens (Wateringen; 10 de diciembre de 1991) es una extenista neerlandesa que ha ganado diez torneos de la WTA en categoría individual y diez en dobles.

## Carrera profesional

### 2012: primer título WTA
Bertens comenzó el año en el Abierto de Australia, jugando la fase previa. En la segunda ronda, Bertens perdió ante Olga Savchuk en un partido a tres sets. 
Ya en la gira de arcilla, Bertens obtuvo su primer título WTA, en Fez, Marruecos. Alcanzó su primera final de la WTA en este torneo, derrotando a Urszula Radwańska, a la sexta cabeza de serie Chanelle Scheepers, a Garbiñe Muguruza y a la quinta cabeza de serie Simona Halep en el camino. Antes de este torneo, nunca había ganado un partido de individuales de la WTA en el cuadro principal. En la final derrotó a Laura Pous. Se convirtió en la primera jugadora neerlandesa desde Michaëlla Krajicek en 2006 en ganar un torneo de individuales de la WTA.

### 2013-2015: Consolidación en el circuito
Terminó 2012, en el número 63 del ranking y los 2 años posteriores fueron años de consoliación, sin llegar a obtener ningún título pero siendo capaz de mantenerse en el top100 con constancia.
Termina 2013 como la 87 jugadora mundial, 2014 en el número 69 y 2015 como la 101.

### 2016: semifinales de la Fed Cup, segundo título de la WTA y primera semifinal de Grand Slam
En Núremberg, Bertens ganó su segundo título de individuales de la WTA al derrotar a la colombiana Mariana Duque Mariño en la final en sets seguidos. En la segunda ronda, derrotó a la núm 1 del cuadro, Roberta Vinci, en lo que fue su primera victoria contra una jugadora del top 10. Para redondear la semana, también ganó el título de dobles junto a la sueca Johanna Larsson.
En Roland Garros, Bertens llegaría a semifinales tras un torneo excelente. Para lograr sus primeras semifinales de Grand Slam tuvo que derrotar a la n.º 3 Angelique Kerber en tres sets. Luego derrotó a Camila Giorgi, la n.º 29 Daria Kasatkina, la n.º 15 Madison Keys y la n.º 8 Timea Bacsinszky. Ya en semifinales, perdería ante Serena Williams, pero este resultado le permitió entrar en el top 30 por primera vez en su carrera.

### 2017: Dos títulos de la WTA y Final del Tour Championship de dobles
Bertens tuvo un buen comienzo en su temporada de tierra batida. Llegó a los cuartos de final del Madrid Open, derrotando a las ex diez mejores jugadoras Yekaterina Makarova y Timea Bacsinszky en el camino antes de perder ante Anastasija Sevastova. La semana siguiente, todavía obtuvo un mejor resultado al llegar a las semifinales en Roma, donde perdería ante Simona Halep. 
Bertens llegó a Núremberg como defensora del título, el cual defendió con éxito al derrotar a Barbora Krejčíková en la final. Este fue su tercer título de sencillos en su carrera. 
En lo que a los dobles se refiere, Kiki tuvo el mejor año de su carrera al alcanzar las Finales de la WTA con su compañera Johanna Larsson. Tuvieron una gran victoria sobre las n2 Yekaterina Makarova y Yelena Vesnina en las semifinales. Sin embargo, perdieron ante Tímea Babos y Andrea Hlaváčková en la final. Bertens terminó el año en el puesto 31, por debajo del 22 del año anterior. Sin embargo, su clasificación en dobles alcanzó un nuevo récord en el puesto 19.

### 2018: Primeros títulos Premier y Premier 5, debut en el top 10
En abril, ganó su primer título Premier al derrotar a Julia Görges en sets seguidos en la final del Abierto de Charleston. En el Abierto de Madrid, derrotó a Maria Sakkari, Anastasija Sevastova y la n.º 2 del mundo Caroline Wozniacki en la primera, segunda y tercera ronda respectivamente. También pudo con María Sharápova en los cuartos de final y con Caroline García en semifinales. para alcanzar su primera final de Premier Mandatory dónde no pudo alzarse con el título al caer ante Petra Kvitova en la final.

## Títulos WTA (20; 10+10)

### Individual (10)
| Leyenda                                |
| -------------------------------------- |
| Grand Slam (0)                         |
| Juegos Olímpicos (0)                   |
| WTA Finals (0)                         |
| P. Mandatory & Premier 5, WTA 1000 (2) |
| Premier, WTA 500 (3)                   |
| International, WTA 250 (5)             |

| N.º | Fecha                    | Torneo          | Superficie    | Oponente en la final | Resultado        |
| --- | ------------------------ | --------------- | ------------- | -------------------- | ---------------- |
| 1.  | 28 de abril de 2012      | Fes             | Tierra batida | Laura Pous           | 7-5, 6-0         |
| 2.  | 21 de mayo de 2016       | Núremberg       | Tierra batida | Mariana Duque        | 6-2, 6-2         |
| 3.  | 27 de mayo de 2017       | Núremberg       | Tierra batida | Barbora Krejčíková   | 6-2, 6-1         |
| 4.  | 23 de julio de 2017      | Gstaad          | Tierra batida | Anett Kontaveit      | 6-2, 3-6, 6-1    |
| 5.  | 8 de abril de 2018       | Charleston      | Tierra batida | Julia Görges         | 6-2, 6-1         |
| 6.  | 19 de agosto de 2018     | Cincinnati      | Dura          | Simona Halep         | 2-6, 7-6(6), 6-2 |
| 7.  | 23 de septiembre de 2018 | Seúl            | Dura          | Ajla Tomljanović     | 7-6(2), 4-6, 6-2 |
| 8.  | 3 de febrero de 2019     | San Petersburgo | Dura (i)      | Donna Vekić          | 7-6(2), 6-4      |
| 9.  | 11 de mayo de 2019       | Madrid          | Tierra batida | Simona Halep         | 6-4, 6-4         |
| 10. | 16 de febrero de 2020    | San Petersburgo | Dura (i)      | Yelena Rybákina      | 6-1, 6-3         |

#### Finalista (5)
| N.º | Fecha                 | Torneo           | Superficie    | Oponente en la final | Resultado        |
| --- | --------------------- | ---------------- | ------------- | -------------------- | ---------------- |
| 1.  | 17 de julio de 2016   | Gstaad           | Tierra batida | Viktorija Golubic    | 6-4, 3-6, 4-6    |
| 2.  | 12 de mayo de 2018    | Madrid           | Tierra batida | Petra Kvitová        | 6-7(6), 6-4, 3-6 |
| 3.  | 16 de junio de 2019   | 's-Hertogenbosch | Hierba        | Alison Riske         | 6-0, 6-7(3), 5-7 |
| 4.  | 28 de julio de 2019   | Palermo          | Tierra batida | Jil Teichmann        | 6-7(3), 2-6      |
| 5.  | 27 de octubre de 2019 | Elite Trophy     | Dura (i)      | Aryna Sabalenka      | 4-6, 2-6         |

### Dobles (10)
| Leyenda                                |
| -------------------------------------- |
| Grand Slam (0)                         |
| Juegos Olímpicos (0)                   |
| WTA Finals (0)                         |
| P. Mandatory & Premier 5, WTA 1000 (0) |
| Premier, WTA 500 (1)                   |
| International, WTA 250 (9)             |

| N.º | Fecha                    | Torneo     | Superficie    | Pareja          | Oponentes en la final               | Resultado           |
| --- | ------------------------ | ---------- | ------------- | --------------- | ----------------------------------- | ------------------- |
| 1.  | 17 de enero de 2015      | Hobart     | Dura          | Johanna Larsson | Vitalia Diachenko Monica Niculescu  | 7-5, 6-3            |
| 2.  | 19 de julio de 2015      | Bastad     | Tierra batida | Johanna Larsson | Tatjana Maria Olga Savchuk          | 7-5, 6-4            |
| 3.  | 21 de mayo de 2016       | Núremberg  | Tierra batida | Johanna Larsson | Shuko Aoyama Renata Voráčová        | 6-3, 6-4            |
| 4.  | 11 de septiembre de 2016 | Linz       | Dura (i)      | Johanna Larsson | Anna-Lena Grönefeld Květa Peschke   | 4-6, 6-2, [10-7]    |
| 5.  | 22 de octubre de 2016    | Luxemburgo | Dura (i)      | Johanna Larsson | Monica Niculescu Patricia Maria Țig | 4-6, 7-5, [11-9]    |
| 6.  | 7 de enero de 2017       | Auckland   | Dura          | Johanna Larsson | Demi Schuurs Renata Voráčová        | 6-2, 6-2            |
| 7.  | 23 de julio de 2017      | Gstaad     | Tierra batida | Johanna Larsson | Viktorija Golubic Nina Stojanović   | 7-6(4), 4-6, [10-7] |
| 8.  | 24 de septiembre de 2017 | Seúl       | Dura          | Johanna Larsson | Luksika Kumkhum Peangtarn Plipuech  | 6-4, 6-1            |
| 9.  | 15 de octubre de 2017    | Linz       | Dura (i)      | Johanna Larsson | Natela Dzalamidze Xenia Knoll       | 3-6, 6-3, [10-4]    |
| 10. | 6 de enero de 2018       | Brisbane   | Dura          | Demi Schuurs    | Andreja Klepač María José Martínez  | 7-5, 6-2            |

#### Finalista (6)
| N.º | Fecha                    | Torneo           | Superficie | Pareja           | Oponentes en la final               | Resultado           |
| --- | ------------------------ | ---------------- | ---------- | ---------------- | ----------------------------------- | ------------------- |
| 1.  | 27 de septiembre de 2015 | Seúl             | Dura       | Johanna Larsson  | Lara Arruabarrena Andreja Klepač    | 6-2, 3-6, [6-10]    |
| 2.  | 27 de febrero de 2016    | Acapulco         | Dura       | Johanna Larsson  | Anabel Medina Arantxa Parra         | 0-6, 4-6            |
| 3.  | 17 de junio de 2017      | 's-Hertogenbosch | Hierba     | Demi Schuurs     | Dominika Cibulková Kirsten Flipkens | 6-4, 4-6, [6-10]    |
| 4.  | 29 de octubre de 2017    | WTA Finals       | Dura (i)   | Johanna Larsson  | Tímea Babos Andrea Hlaváčková       | 6-4, 4-6, [5-10]    |
| 5.  | 16 de junio de 2018      | 's-Hertogenbosch | Hierba     | Kirsten Flipkens | Elise Mertens Demi Schuurs          | 3-3, ret.           |
| 6.  | 12 de enero de 2020      | Brisbane         | Dura       | Ashleigh Barty   | Su-Wei Hsieh Barbora Strýcová       | 6-3, 6-7(7), [8-10] |

## Clasificación en torneos del Grand Slam

### Individual
| Torneos                   | 2011 | 2012 | 2013 | 2014 | 2015 | 2016 | 2017 | G–P   |
| ------------------------- | ---- | ---- | ---- | ---- | ---- | ---- | ---- | ----- |
| Grand Slam                |      |      |      |      |      |      |      |       |
| Abierto de Australia      | A    | A    | 1R   | 1R   | 2R   | 1R   | 1R   | 1–5   |
| Roland Garros             | Q1   | 1R   | 1R   | 4R   | 1R   | SF   | 2R   | 9–6   |
| Wimbledon                 | A    | 2R   | 1R   | Q1   | 1R   | 3R   | 1R   | 3–5   |
| Abierto de Estados Unidos | Q1   | 2R   | 1R   | 1R   | 2R   | 1R   |      | 2–5   |
| G–P                       | 0–0  | 2–3  | 0–4  | 3-3  | 2-4  | 7–4  | 1–3  | 15-21 |

### Dobles
| Torneos                   | 2011 | 2012 | 2013 | 2014 | 2015 | 2016 | 2017 | G–P   |
| ------------------------- | ---- | ---- | ---- | ---- | ---- | ---- | ---- | ----- |
| Grand Slam                |      |      |      |      |      |      |      |       |
| Abierto de Australia      | A    | A    | 1R   | 1R   | CF   | 1R   | 2R   | 4–5   |
| Roland Garros             | A    | 1R   | 1R   | A    | 1R   | CF   | 3R   | 5–5   |
| Wimbledon                 | A    | A    | A    | A    | 1R   | 2R   | 1R   | 1–3   |
| Abierto de Estados Unidos | A    | 1R   | 2R   | 1R   | 3R   | 2R   |      | 4–5   |
| G–P                       | 0–0  | 0–2  | 1–3  | 0-2  | 0–0  | 5–4  | 3–3  | 14-18 |